# Leucodon flagelliformis
Leucodon flagelliformis là một loài Rêu trong họ Leucodontaceae. Loài này được Müll. Hal. mô tả khoa học đầu tiên năm 1896.